# Menu (computerprogramma)

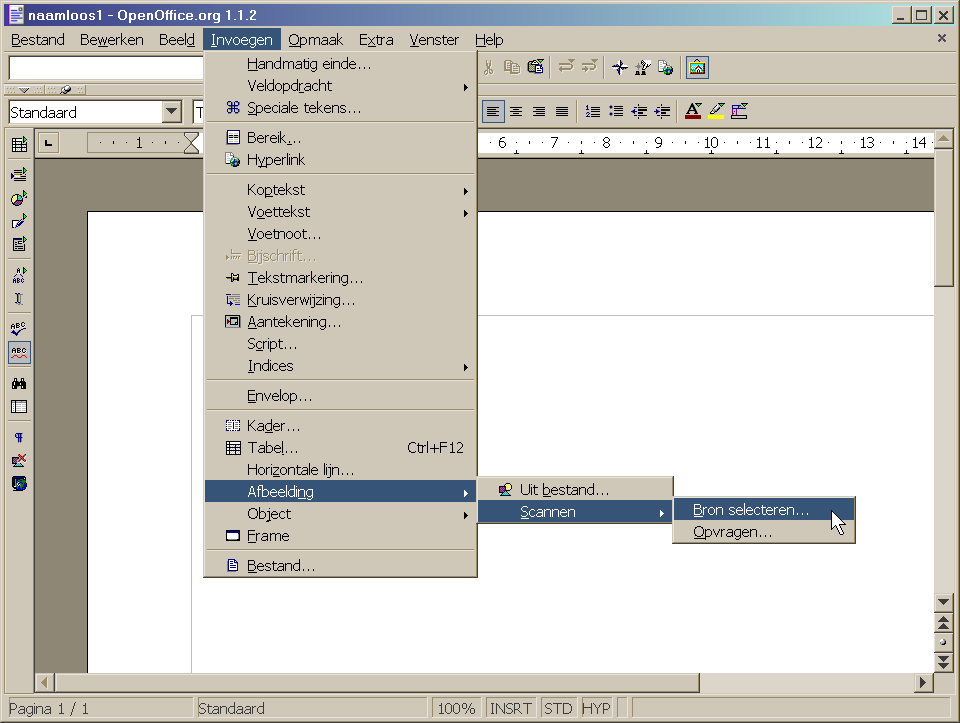
Voorbeeld van een menu met sub-menu's, 2005

Een menu in een computerprogramma is een lijst van mogelijkheden die tijdens het gebruik vaak niet direct zichtbaar is, maar die vanuit de menubalk van het programma zichtbaar kan worden gemaakt. Het is een onderdeel van de grafische gebruikersomgeving. De uitvoering van menu's kan tussen diverse besturingssystemen verschillen, maar over het algemeen kunnen ze in functie en omgang goed met elkaar kunnen worden vergeleken.
Onder Microsoft Windows en X Window had een venster bovenaan een titelbalk met direct daaronder de menubalk. Dat veranderde bij de meeste programma's van Microsoft Office toen de menubalk in 2007 onder de titelbalk door het lint met mogelijke instructies werd vervangen. Bij Mac OS van Apple bevindt de menubalk zich altijd helemaal bovenaan het scherm, waarbij de beschikbare menu-opties altijd afhankelijk zijn van het actieve programma. Vanaf de menubalk kunnen menu's worden geopend en het komt voor dat vanuit een menu een submenu wordt geopend. 
RISC OS voor de Archimedescomputers van Acorn Computers zijn anders, in de zin dat er geen menubalk bestaat zoals bij vooraf genoemde systemen. Met behulp van de Menu-muisknop kan de RISC OS-gebruiker een contextueel menu openen, dus de inhoud van het menu is afhankelijk van waar het menu geopend wordt. Bovenaan dit menu bevindt zich de titelbalk, waarmee tevens het menu versleept kan worden. Net als met andere systemen, kan een RISC OS-menu ook sub-menu's bevatten. Echter waar andere systemen een menu altijd sluiten na een keuze, kan een RISC OS-menu geopend blijven door de Adjust-muisknop te gebruiken. Dit stelt de gebruiker in staat om een aantal menu opties na elkaar te kiezen, voordat het menu zich sluit.
Over het algemeen geldt het volgende:
- Een menuonderdeel dat op dat moment niet geldig is, wordt in grijs weergegeven.
- Sneltoetsen voor bepaalde acties worden bij het menuonderdeel erbij geschreven.
- Wanneer een menukeuze een venster met instellingen zal openen, wordt de tekst van het menuonderdeel gevolgd door drie puntjes.
- Bij een menuonderdeel waarmee een submenu wordt geopend, staat aan de rechterkant een pijltje.

Het kiezen van een programma gebeurt onder Windows vaak met een knop linksonder in het scherm, die het startmenu opent. Dat kan onder X Window soms ook, maar het hangt ervan af welke windowmanager wordt gebruikt. Veel besturingssystemen bevatten ook een vorm van taakbalk op het bureaublad. Met behulp van deze balk kan de gebruiker ook menu's openen om instructies aan programma's te geven.